# Ламахолот (язык)
Ламахолот — язык жителей восточной части острова Флорес, а также некоторых Малых Зондских островов.

## Генеалогическая характеристика
Ламахолот — язык малайско-полинезийской группы австронезийской семьи.

## Социолингвистическая ситуация
Несмотря на немалое число носителей — 150 тысяч человек — язык находится под угрозой исчезновения, потому что постепенно вытесняется индонезийским языком.

## Типологическая характеристика

### Выражение грамматических значений
Ламахолот — язык преимущественно аналитический. В языке есть аффиксы, но грамматические значения часто выражаются отдельными словами.
| Bapa                                               | no'õ | ema    | sega   | kaé  | lé  | wati?  |
| -------------------------------------------------- | ---- | ------ | ------ | ---- | --- | ------ |
| Father                                             | and  | mother | arrive | PERF | or  | IMPERF |
| Папа                                               | и    | мама   | прийти | PERF | или | IMPERF |
| Have father and mother arrived already or not yet? |      |        |        |      |     |        |
| Папа и мама уже пришли или ещё нет?                |      |        |        |      |     |        |

| Ra'é                   | béhĩ       | bego.  |
| ---------------------- | ---------- | ------ |
| 3PL                    | just       | arrive |
| 3PL                    | только что | прийти |
| They just arrived.     |            |        |
| Они только что пришли. |            |        |

### Характер границ между морфемами
Язык преимущественно фузионный. Те немногие аффиксы, которые есть в языке, когда присоединяются к корню, часто влекут за собой чередование в нём.
| garu     | kenaru |
| -------- | ------ |
| to grate | grater |
| тереть   | тёрка  |

| kaha                                        | kenaha |
| ------------------------------------------- | ------ |
| to bind long objects into a bundle by tying | bundle |
| связывать что-то длинное в пучок            | пучок  |

### Локус маркирования
В посессивной именной группе маркирование варьирующее.
| bapa          | kote-'ẽ        |
| ------------- | -------------- |
| father        | head-3SGPOSS   |
| папа          | голова-3SGPOSS |
| father’s head |                |
| папина голова |                |

| labu           | bapa   | na'ē |
| -------------- | ------ | ---- |
| shirt          | father | his  |
| рубашка        | папа   | его  |
| father’s shirt |        |      |
| папина рубашка |        |      |

В предикации маркирование нулевое. Объекты и субъекты различаются при помощи порядка слов.
| Tonggana                        | n-ewã        | Kewuã | wua.   |
| ------------------------------- | ------------ | ----- | ------ |
| Tonggana                        | 3SG-harvest  | Kewuã | fruit. |
| Тонггана                        | 3SG-собирать | Кеууа | плод.  |
| Tonggana picked up Kewua fruit. |              |       |        |
| Тонггана взял плод Кеууа.       |              |       |        |

### Ролевая кодировка
Роли в языке грамматически не различаются.
| Ra'é              | mété | bati-na.      |
| ----------------- | ---- | ------------- |
| 3PL               | PROG | hunt-3PL      |
| 3PL               | PROG | охотиться-3PL |
| They are hunting. |      |               |
| Они охотятся.     |      |               |

| Na'é           | mayã-na   | kaé. |
| -------------- | --------- | ---- |
| 3SG            | call-3SG  | PERF |
| 3SG            | звать-3SG | PERF |
| He was called. |           |      |
| Его позвали.   |           |      |

| Bapa                | geto    | kayo.  |
| ------------------- | ------- | ------ |
| Father              | fall    | tree.  |
| Отец                | срубить | дерево |
| Father fell a tree. |         |        |
| Отец срубил дерево. |         |        |

### Базовый порядок слов
Для языка характерен порядок слов SVO.
| Kamé | m-énu     | susu.   |
| ---- | --------- | ------- |
| 1PL  | 1PL-drink | milk    |
| 1PL  | 1PL-пить  | молоко  |
| We   | drink     | milk.   |
| Мы   | пьём      | молоко. |

## Особенности языка
В грамматике языка различаются «мы», включающее адресата — «tité» — и «мы», не включающее адресата — «kamé».
В языке есть назальные гласные, которые встречаются только в открытом слоге на конце слова, что не считается характерным для малайско-полинезийских языков.

## Сокращения
1 — первое лицо (first person)
2 — второе лицо (second person)
3 — третье лицо (third person)
IMPERF — имперфект (imperfect)
PERF — перфект (perfect)
PROG — прогрессив (progressive)
PL — множественное число (plural)
SG — единственное число (singular)
POSS — посессивная конструкция (possessive)